# Jean-Baptiste Morin (homme politique, 1840-1911)
Pour les articles homonymes, voir Jean-Baptiste Morin et Morin.
Jean-Baptiste Morin (22 septembre 1840-20 février 1911) est un marchand et homme politique fédéral et municipal du Québec.

## Biographie
Né à Sainte-Hénédine dans la région de Chaudière-Appalaches, il déménage aux États-Unis en 1856 où il réside pendant 32 ans. De retour au Québec, il est administrateur du comté de Dorchester et président des commissaires scolaires de Sainte-Hénédine. Il servit ensuite comme juge de paix et maire de la localité.
Élu député du Parti conservateur dans la circonscription fédérale de Dorchester en 1896, il fut réélu en 1900 et en 1904. Il ne se représenta pas en 1908.